# Alexandra Klim

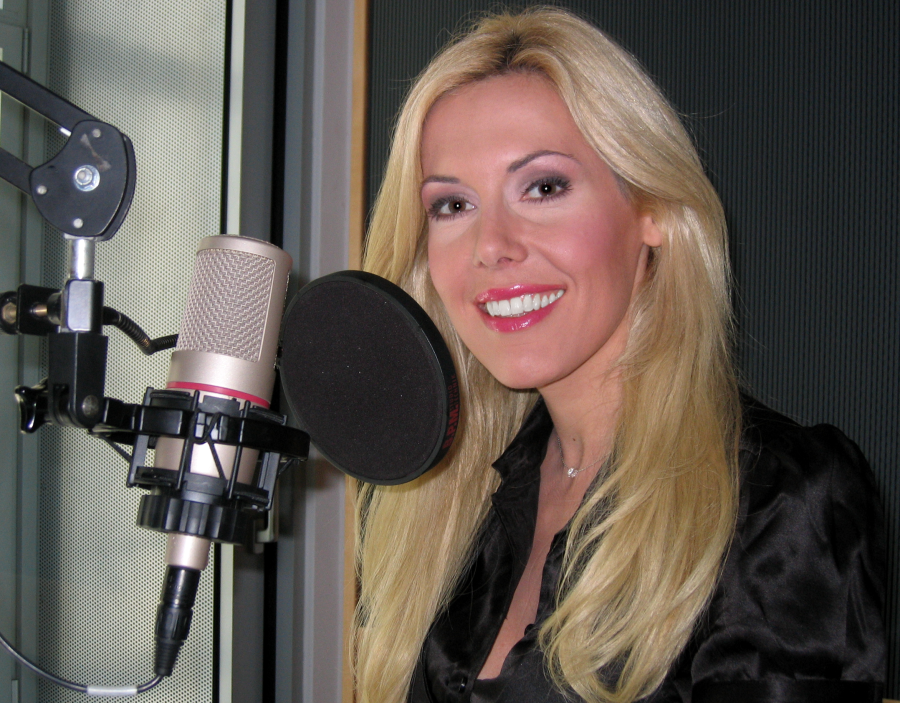
Alexandra Klim während einer Kabel-eins-Produktion in einem Sprecherraum der ProSiebenSat.1 Media-Produktion Berlin (2007)

Alexandra Beatrice Caroline Klim-Wirén (* 12. April 1972 in Potsdam) ist eine deutsche Fernsehmoderatorin, Schauspielerin und Filmproduzentin.

## Karriere
Nach ihrem erfolgreich absolvierten Architekturstudium wechselte Alexandra Klim ins Medienfach und begann dort ihre Karriere als Fernsehmoderatorin. Unter anderem moderierte sie Fernsehformate wie die Reisemagazine Schlaflos! und Einmal um die ganze Welt, das Infotainment Magazin Die Redaktion bei RTL II, sowie Welt der Technik und Wissen und Technik beim Nachrichtensender N24. Von 2005 bis 2007 war Alexandra Klim der Nachrichten-Anchor beim Privatsender Kabel eins. Seit 2014 präsentiert sie Screen – Das Kinomagazin bei Welt der Wunder TV. Als Schauspielerin ist Alexandra unter anderem in den Filmen Eine Insel zum Träumen – Koh Samui, Huldra: Lady of the Forest und Black Butterfly zu sehen. Seit 2011 produziert Alexandra Klim internationale Kinofilme, wie Finding Steve McQueen, All Roads Lead to Rome, Lavender, Black Butterfly und Reclaim.